# Кожена, Магдалена
Магдалена Ко́жена (чеш. Magdalena Kožená; род. 26 мая 1973, Брно) — чешская певица (меццо-сопрано).

## Биография
Родилась в семье учёных (отец — математик, мать — биолог). Оба ее родителя родом из Богемии. Ее отец умер, когда ей было одиннадцать лет. Первоначально занималась на фортепиано, но после перелома руки в шестилетнем возрасте стала учиться пению, поступив в детский хор Филармонического оркестра Брно. В дальнейшем Кожена училась в Консерватории Брно у Невы Меговой и Йиржи Пеша, и в Высшей школе музыки в Братиславе у Евы Блаховой (окончила в 1995 году). В том же году стала лауреатом Зальцбургского фестиваля. В 1996—1997 годах солистка Венской Фольксопер.
Помимо «обычного» классико-романтического репертуара Кожена работает и в барочной («аутентичной») манере. Она активно сотрудничала с Дж. Э. Гардинером в его юбилейном цикле баховских кантат (2000), с М.Минковским записывала  (1996—2003) музыку Генделя и Глюка, с барочным оркестром «Musica antiqua» (Кёльн) Р. Гёбеля —  редкие кантаты семьи Бахов (2000—2003).
В 2003 Кожена была удостоена звания Кавалера французского Ордена литературы и искусства. Она замужем за дирижёром Саймоном Рэттлом, от которого родила сыновей Йонаша (2005), Милоша (2008) и дочь Анежку (2014).

## Награды
- 2001 Gramophone Award — Сольный вокал
- 2001 Czech Crystal Award, Golden Prague International Television Festival — Лучшая запись концерта-представления (опера, оперетта, балет, танец, музыкальность), Магдалена Кожена и Тьери Грегуар, Чешское телевидение, Телевизионная студия Брно, Чешская республика[6]
- 2003 титул Кавалер Ордена литературы и искусства, присвоенный французским правительством.
- 2004 Gramophone Award — Артист года
- 2023 Медаль «За заслуги» I степени[7].

## Записи
- 2009 — Морис Равель, «Дитя и волшебство», дирижёр — Саймон Рэттл